# 行星可居住性實驗室
行星可居住性實驗室（PHL）是一個研究型遠程實驗室，旨在研究太陽系和其他恆星系統的可居住性，尤其是潛在可居住的系外行星。PHL由波多黎各大学阿雷西博分校與SETI研究所和NASA等不同組織的國際科學家合作管理。該實驗室由天體生物學家阿貝爾·孟達兹教授領導。PHL以其宜居系外行星目錄而聞名，這是有關系外行星宜居性的最全面的目錄之一。